# علي مردان الخلجي
علي مردان الخلجي سلطان البنغال المستقل في عام 1210. حكم لمدة عامين. أثارت القسوة والوحشية التي مارسها علي مردان شعور بالاشمئزاز بين الحكام وتم اغتياله في عام 1212. 
شن اختيار الدين محمد الخلجي حملة فاشلة على التبت في عام 1206 وتم اغتياله عند عودته إلى البنغال على يد قائده علي مردان الخلجي.
ثم قام النبلاء الخلجيين بتعيين محمد شيران الخلجي خلفا لاختيار الدين الخلجي. انتقمت القوات الموالية بقيادة شيران الخلجي وسوبيدار أوليا خان لمقتل اختيار الدين الخلجي، وسجنت علي مردان الخلجي. في النهاية فر علي مردان إلى دلهي واستفز سلطان دلهي قطب الدين أيبك لغزو البنغال، الذي أرسل جيشًا بقيادة قيماز الرومي، حاكم أوده، للإطاحة بشيران الخلجي. هرب شيران إلى ديناجبور حيث توفي لاحقًا. 
ساعد غياث الدين أوده الخلجي في الغزو وتولى ولاية البنغال في عام 1208. ولكن بعد فترة وجيزة، سلم السلطة لعلي مردان طواعية، عندما عاد الأخير من دلهي في عام 1210. ومع ذلك، تآمر نبلاء البنغال ضد علي مردان واغتالوه في عام 1212. تولى أوده الخلجي السلطة مرة أخرى وأعلن استقلاله عن سلطنة دلهي.
| سبقه غياث الدين أوده الخلجي | السلالة الخلجية بالبنغال 1210-1212 | تبعه غياث الدين أوده الخلجي |